# Konrad Ellegast
Konrad Ellegast (* 15. April 1940 in Konstanz) ist ein deutscher Manager. Er war Vorstandsvorsitzender der Phoenix AG in Hamburg-Harburg von 1994 bis 2003.

## Leben
Ellegast, aus einer bekannten Konstanzer Familie stammend, studierte Wirtschaftswissenschaften an der Universität zu Köln. 1964 machte er seinen Abschluss als „Diplom-Kaufmann“.
1983 wurde er Vorstandsmitglied der Phoenix AG und war von 1994 bis 2003 deren Vorstandsvorsitzender. Er hatte maßgeblichen Anteil an dem Ausbau und der Internationalisierung des Unternehmens. Unter der Führung von Ellegast konnte der Umsatz von 1993 auf 1,13 Milliarden im Jahr 2002 mehr als verdoppelt werden. Die Mitarbeiterzahl stieg von ca. 7.000 im Jahr 1994 auf circa 10.000 im Jahr 2002. 2003 wechselte er als Seniorberater zu Cerberus Capital Management mit dem Schwerpunkt Automobilindustrie und gehört dem Advisory Board an.
Er ist Mitglied des Aufsichtsrates der Basler Vision Technologies, der technotrans AG, Sassenberg, sowie Beiratsmitglied bei C. Mackprang Jr. GmbH & Co. KG, Hamburg, und RIBE Richard Bergner Verbindungstechnik GmbH, Schwabach sowie der Deutsche Bank AG und Dresdner Bank AG.
Ellegast lebt in alten, von ihm renovierten Bauernhöfen in Oetjendorf, auf Mallorca und in Thüringen.
Konrad Ellegast ist seit 1960 Mitglied der katholischen Studentenverbindungen KDStV Rheinland Köln im CV. Er engagiert sich für zahlreiche soziale Projekte, bsp. war er als CEO der Phoenix AG 2001 eine Woche lang bei dem Obdachlosenmagazin „Hinz & Kunzt“ tätig; er ist Beiratsmitglied der Hamburger Straßenzeitung.
Konrad Ellegast war Mitglied im Kuratorium der Deutschen Wildtier Stiftung.